# Aleksandr Rémmovitx Meléntiev
Aleksandr Rémmovitx Meléntiev (en rus: Алекса́ндр Ре́ммович Меле́нтьев; Penza, RSFSR, 27 de juny de 1954 - Bixkek, Kirguizstan, 16 de febrer de 2015) fou un tirador esportiu de competició soviètic que va guanyar una medalla d'or en els Jocs Olímpics d'Estiu de 1980. El rècord mundial que va establir en 1980 va romandre imbatut durant trenta-quatre anys. Va ser el primer medallista d'or olímpic del Kirguizstan.
Meléntiev va néixer a la ciutat russa de Penza, però va créixer a quasi 2.500 quilòmetres en la República Socialista Soviètica del Kirguizstan.